# آنی بایاتیان
آنی آرتاوازدی بایاتیان (ارمنی: Անի Արտավազդի Բայաթյան؛ انگلیسی: Ani Bayatyan؛ ۱۴ اکتبر ۱۹۸۱) یک بازیگر و مجری تلویزیونی اهل ارمنستان است. وی از سال ۲۰۰۱ میلادی تا کنون فعالیت می‌کند.

## زندگی‌نامه
وی در ۱۴ اکتبر ۱۹۸۱ در ایروان به دنیا آمد و از انستیتو دولتی سینما و تئاتر ایروان (۲۰۰۲) فارغ‌التحصیل شد. وی دختر آرتاوازد بایاتیان می‌باشد. وی از ۲۰۰۱ در تئاتر مخاطبان نوجوان فعالیت کرده است.

## گزیده فیلمشناسی
از فیلم‌ها یا برنامه‌های تلویزیونی که وی در آن نقش داشته است می‌توان به مادر جایگزین اشاره کرد.